# Isla Herbosa (La Coruña)
La Isla Herbosa (Illa Herbosa) es una isla española de la provincia de La Coruña, en la comunidad autónoma de Galicia, situada al Noreste de la Isla de Sálvora, de la que la separa el canal conocido como Paso Interior de Sálvora, a 1.1 kilómetros de esa isla. Tiene 1.6 hectáreas de superficie y está formada por enormes peñas graníticas que dejan un escaso espacio para unas pequeñas manchas de vegetación herbácea. Lugar de cría de aves marinas, especialmente gaviota clara. Abundan los lagartos (que alcanzan dimensiones considerables) y las ratas. Forma parte del parque nacional de las Islas Atlánticas de Galicia.
- Datos: Q11683789